# Neococcidencyrtus cliradainis
Neococcidencyrtus cliradainis är en stekelart som beskrevs av John S. Noyes 1987. Neococcidencyrtus cliradainis ingår i släktet Neococcidencyrtus och familjen sköldlussteklar.
Artens utbredningsområde är Kamerun. Inga underarter finns listade i Catalogue of Life.